# Michael Ugwu
Michael Junior Ugwu (10 gennaio 1999) è un calciatore nigeriano, attaccante del Benátky nad Jizerou.

## Carriera
Inizia a giocare in patria nell'Abuja College, per poi accasarsi al Bendel Insurance nel 2017. Nel 2019 si trasferisce in Europa, firmando un contratto con i cechi del Bohemians 1905. Il 3 agosto successivo debutta in campionato, nell'incontro pareggiato per 0-0 contro il Viktoria Plzeň. Nell'ottobre del 2020, a causa del poco spazio in rosa (in cui gioca solo una partita di coppa), viene ceduto in prestito al Dukla Praga, scendendo di categoria a giocare. Il prestito dura solo due mesi, poiché a inizio gennaio del 2021 fa rientro nel Bohemians 1905.

## Statistiche

### Presenze e reti nei club
Statistiche aggiornate al 12 marzo 2022.
| Stagione        | Squadra         | Campionato      | Campionato | Campionato | Coppe nazionali | Coppe nazionali | Coppe nazionali | Coppe continentali | Coppe continentali | Coppe continentali | Altre coppe | Altre coppe | Altre coppe | Totale | Totale |
| Stagione        | Squadra         | Comp            | Pres       | Reti       | Comp            | Pres            | Reti            | Comp               | Pres               | Reti               | Comp        | Pres        | Reti        | Pres   | Reti   |
| --------------- | --------------- | --------------- | ---------- | ---------- | --------------- | --------------- | --------------- | ------------------ | ------------------ | ------------------ | ----------- | ----------- | ----------- | ------ | ------ |
| 2019-2020       | Bohemians 1905  | 1L              | 19         | 0          | CRC             | 2               | 1               |                    | -                  | -                  |             | -           | -           | 21     | 1      |
| lug.-ott. 2020  | Bohemians 1905  | 1L              | 0          | 0          | CRC             | 1               | 0               |                    | -                  | -                  |             | -           | -           | 1      | 0      |
| ott.-dic. 2020  | Dukla Praga     | FNL             | 7          | 1          | CRC             | -               | -               |                    | -                  | -                  |             | -           | -           | 7      | 1      |
| gen.-giu. 2021  | Bohemians 1905  | 1L              | 0          | 0          | CRC             | -               | -               |                    | -                  | -                  |             | -           | -           | 0      | 0      |
| 2021-2022       | Bohemians 1905  | 1L              | 6          | 0          | CRC             | 1               | 0               |                    | -                  | -                  |             | -           | -           | 7      | 0      |
| Totale carriera | Totale carriera | Totale carriera | 32         | 1          |                 | 4               | 1               |                    | -                  | -                  |             | -           | -           | 36     | 2      |